# Dick James
Dick James, född Reginald Leon Isaac Vapnick den 12 december 1920 i East End i London, död 1 mars 1986, var en brittisk musikförläggare och grundare av DJM Records skivbolag och inspelningsstudior. Han skapade med Brian Epstein och The Beatles musikförlaget Northern Songs.